# Парк Дружбы
Парк Дру́жбы или парк «Дружба» — городской парк на территории района Левобережный на севере Москвы. Назван и основан в честь VI Всемирного фестиваля молодёжи и студентов 1957 года. Разбит в свободном пейзажном стиле, изначальная планировка отражала символику фестиваля — дружбу народов пяти континентов. Парк несколько раз расширяли и благоустраивали, в нём находится большое количество памятников и монументов.

## Расположение
Парк примыкает к станции метро «Речной вокзал». С западной стороны ограничен Ленинградским шоссе, с севера — Фестивальной улицей, с юга — Флотской улицей, а с восточной стороны — улицей Лавочкина. На момент открытия площадь парка составляла 72 га, однако с начала 2000-х он сократился до 50 га.

## История

### Местность
Парк расположен на территории бывших сёл Аксиньино и Никольское. Аксиньино имело более чем трёхсотлетнюю историю, построенная в нём церковь Знамения действует до сих пор. В 1960 году село было включено в состав Москвы и постепенно прекратило своё существование.
Село Никольское впервые упоминается в писцовой книге 1584 года, ко второй половине XIX века в нём постепенно сформировался фабричный район. С 1871 года на обширной территории вдоль Ленинградского шоссе и Конаковского проезда был открыт Никольский кирпичный завод, его бывшие карьеры заполнили водой — так появились Фестивальные пруды, основной элемент паркового ансамбля.

### Проектировка

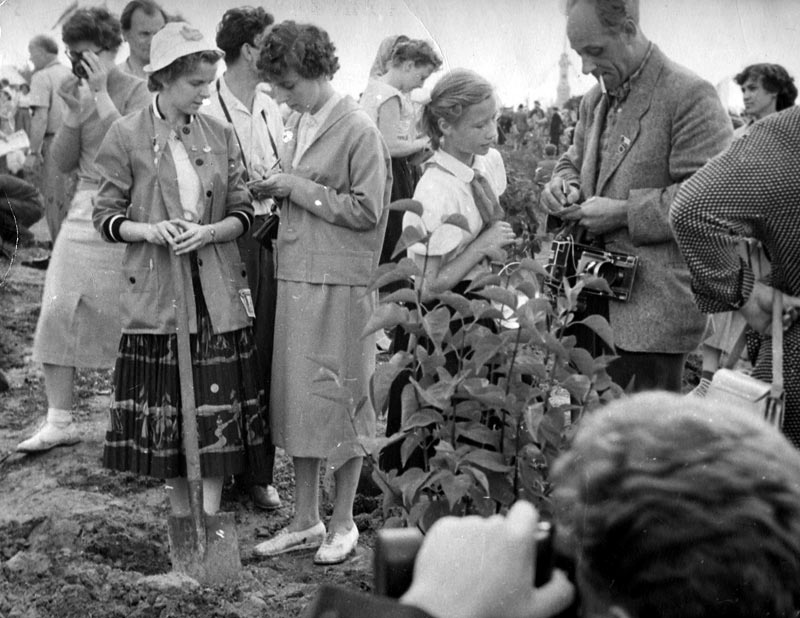
Праздник закладки парка, 1 августа 1957

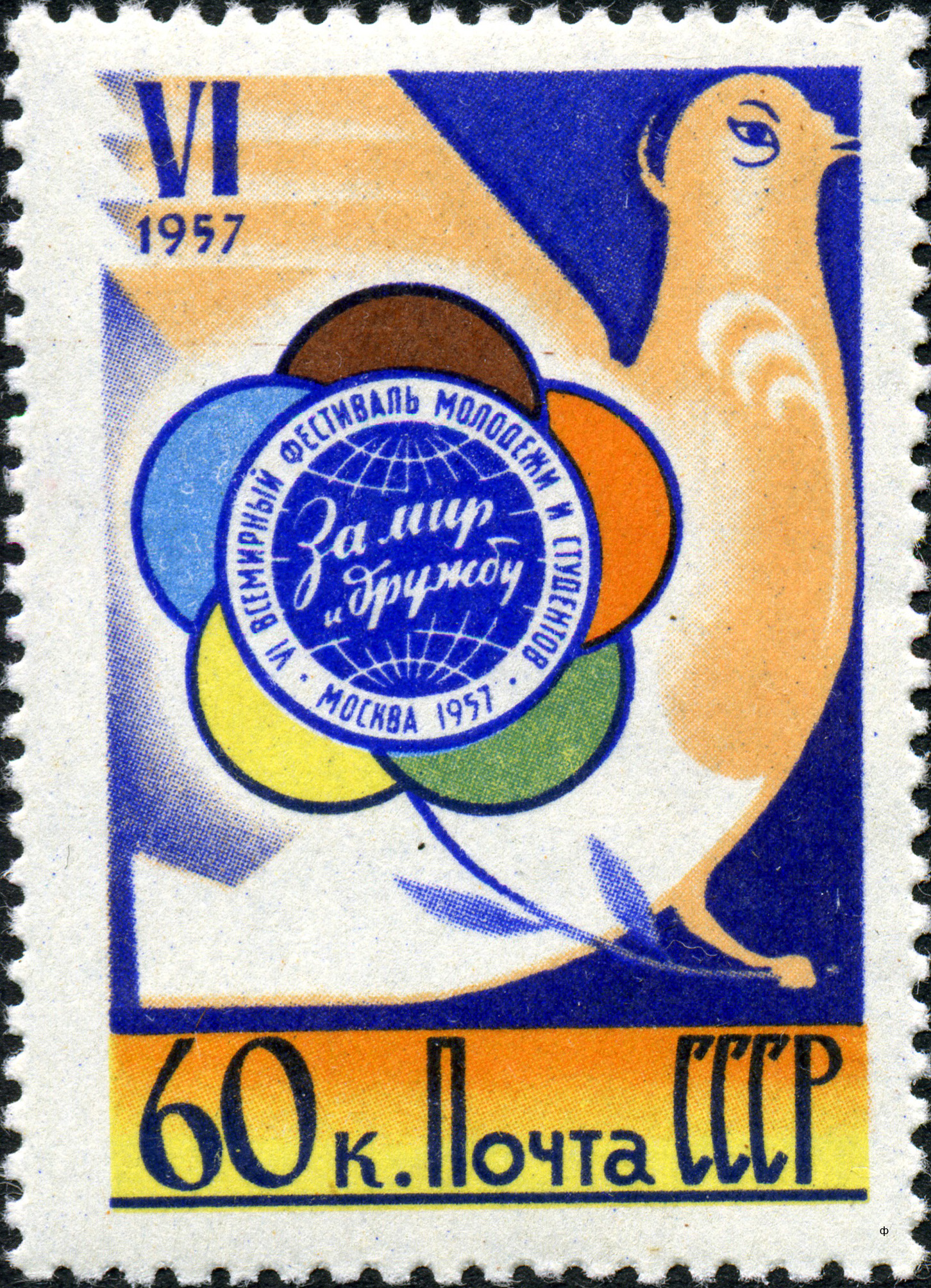
Почтовая марка в честь VI Всемирного фестиваля молодёжи, 1957

С 28 июля по 11 августа 1957 года в Москве должен был пройти шестой Всемирный фестиваль молодёжи и студентов. На пятом фестивале в Варшаве была заложена аллея Дружбы, советское правительство решило превзойти коллег и разбить парк. В октябре 1956 года проект поручили трём выпускникам Московского архитектурного института: Галине Ежовой, Анатолию Савину и Валентину Иванову, ответственным за проект был назначен руководитель мастерской озеленения Института генерального плана Москвы архитектор Виталий Долганов. Также над планом парка работал Каро Алабян, начальник мастерской № 2 института «Моспроект» по планировке района Химки-Ховрино.
Основной идеей в оформлении парка было максимальное сохранение рельефа и очертаний водоёмов. На берегу канала имени Москвы у Северного речного вокзала с 1937 был открыт регулярный парк во французском стиле, поэтому будущий парк Дружбы решено было на контрасте сделать в свободной планировке. На территории будущего парка частично сохранилась сельская застройка и фабричные строения, что осложняло задачу архитекторов. Воспоминания Владимира Иванова, одного из трёх авторов проекта:

Тогда от развилки Ленинградского и Волоколамского шоссе почти до моста через канал имени Москвы стояли деревянные одноэтажные деревенские дома, подлежащие сносу и прикрытые протяженными глухими заборами, за которыми начиналось строительство тех многоэтажных жилых зданий, которые мы видим сейчас. И мы решили нарисовать на бесконечных заборах молодых людей, представителей белой, жёлтой и чёрной рас, шагающих по направлению к парку с саженцами, лопатами, ведрами и лейками, так выразительно и метко изображенными на плакате, который придумал специально для нашего праздника наш друг, архитектор и блестящий художник Евгений Монин. […] И многие месяцы после завершения закладки парка эти нарисованные молодые люди шли в парк, напоминая москвичам об одном из интереснейших праздников давно прошедшего фестиваля молодежи и студентов, пока осенние и весенние дожди и зимние снегопады не смыли их следы.. 
Исходной точкой для планировки парка Дружбы был выбран шпиль Северного речного вокзала: к нему была направлена главная аллея и центральный вход в парк на Ленинградском шоссе. Трассы основных парковых дорог рассчитывали геодезисты Мосгортреста, малые тропинки размечали архитекторы прямо на местности.
В планировке решено было отразить узнаваемый символ будущего фестиваля — ромашку с пятью лепестками, каждый из которых символизирует отдельный континент. Для этого от главной площади в виде ромба были проложены две аллеи, вдоль которых разместили пять круглых площадок. По замыслу архитекторов, впоследствии на каждой площадке должна была появиться скульптурная композиция, символизирующая отдельный континент. Как символ пяти континентов, на центральной площади парка были высажены пять 50-летних лип, перевезённых от северного входа ВДНХ, а в центре между липами — 80-летний дуб из Химкинского лесопарка. Остальные деревья — берёзы, липы, клёны, лиственницы, каштаны — высаживались в середине лета, однако имели 100 % приживаемость.
Парк Дружбы был основан за несколько лет до начала строительства нового жилого района Химки-Ховрино и почти за 7 лет до открытия станции «Речной вокзал», южный наземный вестибюль которой расположили прямо на территории парка. Когда были заселены жилые дома по новым улицам Фестивальной и Флотской, парк уже был полноценно сформирован. Примеров такого опережающего озеленения в истории Москвы практически нет: как правило, оно производится только после возведения жилых домов.

### Строительство
Для первой очереди работ выделили бригаду из десяти человек — озеленителей треста «Мосзеленстрой» и один бульдозер, который периодически выходил из строя. Участок земли под будущий парк требовал расчистки: на нём располагались дровяные склады, завод авиационной промышленности и две железнодорожные ветки. Основной объём работ по устройству газонов, уборке мусора, подготовке мест для памятников был поручен московскому комсомолу: около 600—800 человек ежедневно приезжали на стройку.
Малые архитектурные формы изготовили архитекторы и художники-сотрудники Центрального детского театра под руководством Николая Николаевича Сосунова. В качестве материала выбрали доски неошкуренной берёзы — из них были выполнены скамьи, мостики, теневые навесы и ограда парка.
1 августа 1957 года состоялась торжественная закладка парка, в ней приняли участие почти пять тысяч гостей фестиваля, делегатов из других стран и местных жителей. Все они высаживали молодые деревья в подготовленные места, на ветке каждый оставлял записку со своим именем в полиэтиленовом пакете в виде листка.

### После открытия
Период борьбы с «излишествами» в архитектуре в 50-х годов XX века сказался на ландшафтном дизайне и озеленении: появилась тенденция упрощать посадки и оформление парков. Поэтому парк Дружбы остался незавершённым.
Вместо клумбы-ромашки в 1977 году был установлен монумент венгеро-советской дружбе авторства Б. Бузы, И. Зилахи и И. Фёдорова. К Олимпийским играм 1980 года берега прудов укрепили бетоном и заменили деревянные мостики на каменные.

### Достопримечательности
Установленные в парке скульптуры:

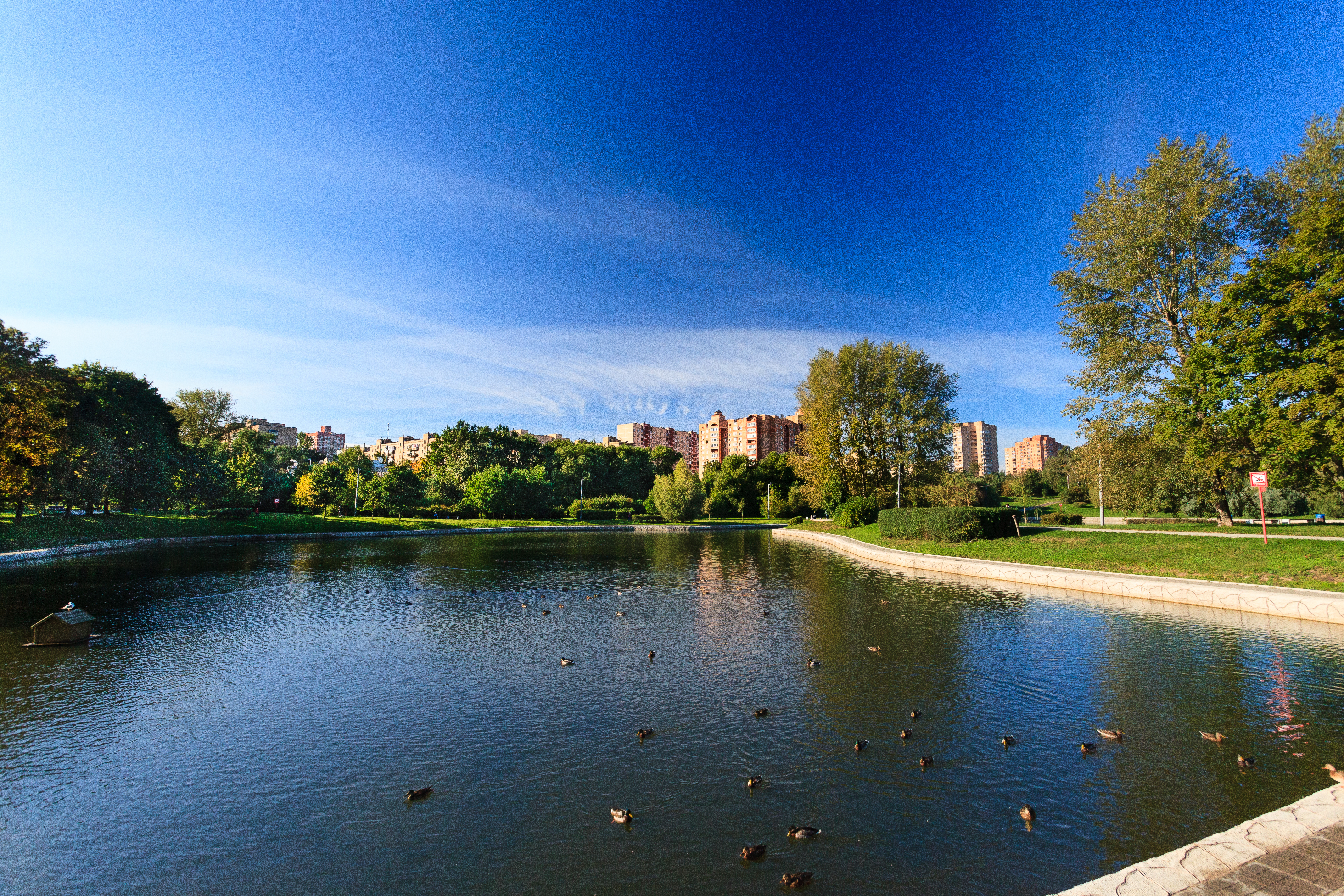
Фестивальные пруды, вид в сторону Флотской улицы, 2017

- Памятник воинам, погибшим в Афганистане.
- Композиции «Хлеб» и «Плодородие» Веры Мухиной.
- Пространственная композиция «Фестивальный цветок» скульптора Александра Рукавишникова, архитекторов Игоря Воскресенского и И. Дамяновой-Воскресенской.
- Памятник венгерско-советской дружбе скульпторов Б. Буза, архитекторов И. Зилахи и И. И. Фёдорова, идея монумента принадлежит скульпторам Евгению Вучетичу и Жигмонду Штроблю[16].
- Памятник Сервантесу, испанскому писателю, поставленный в 1981 году, копия мадридского оригинала работы скульптора А. Сола; архитекторы памятника Воскресенский И.Н. и Ю. В. Калмыков[17].
- Памятник Манасу Великодушному, киргизскому эпическому герою, установлен в 2012 году[18].
- Памятник Рабиндранату Тагору, индийскому поэту, установлен в 1990, скульптор Г. Пал, архитектор Ю. Н. Коновалов[19].
- Памятник Карлосу Фонсеке Амадору, революционеру из Никарагуа[12].
- Скульптурная композиция Дети мира.  Скульптор: Антти Юхана Неувонен, архитекторы: Воскресенский И.Н., Калмыков Ю.В. Материалы: бронза, гранит. Установлена в 1990 г.
- Стела «Подвигу Советского Союза датская благодарность».

6 октября 2001 года в парке была высажена аллея имени Алисы Селезнёвой. 7 сентября 2015 года в северной части парка был разбит вишнёвый сад имени народного артиста СССР, профессора Виктора Ивановича Коршунова.

Фотографии парка Дружбы
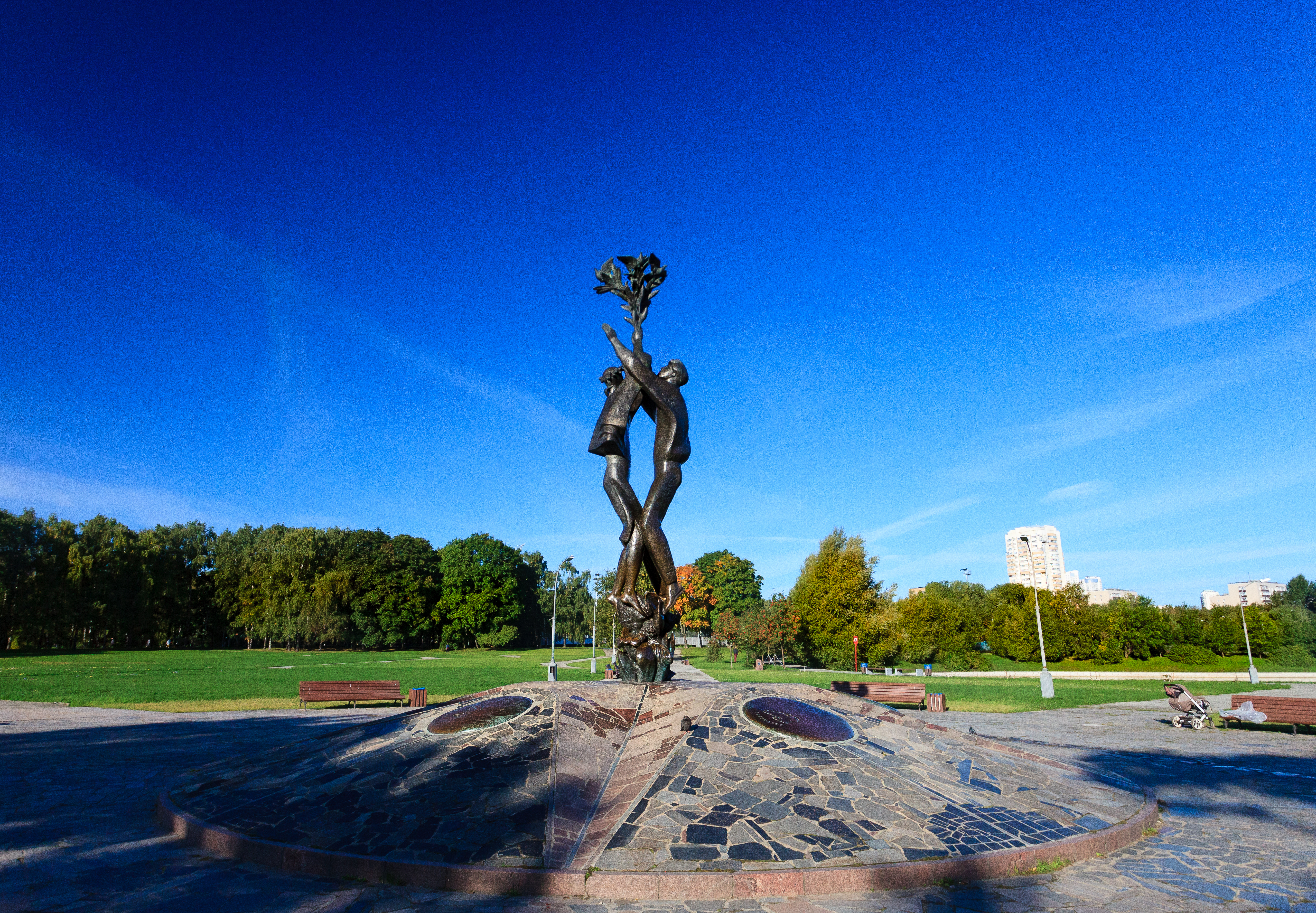
Скульптура «Дружба континентов»
Скульптурная композиция «Хлеб»
Памятник Рабиндранату Тагору
Стела «Подвигу Советского Союза датская благодарность»
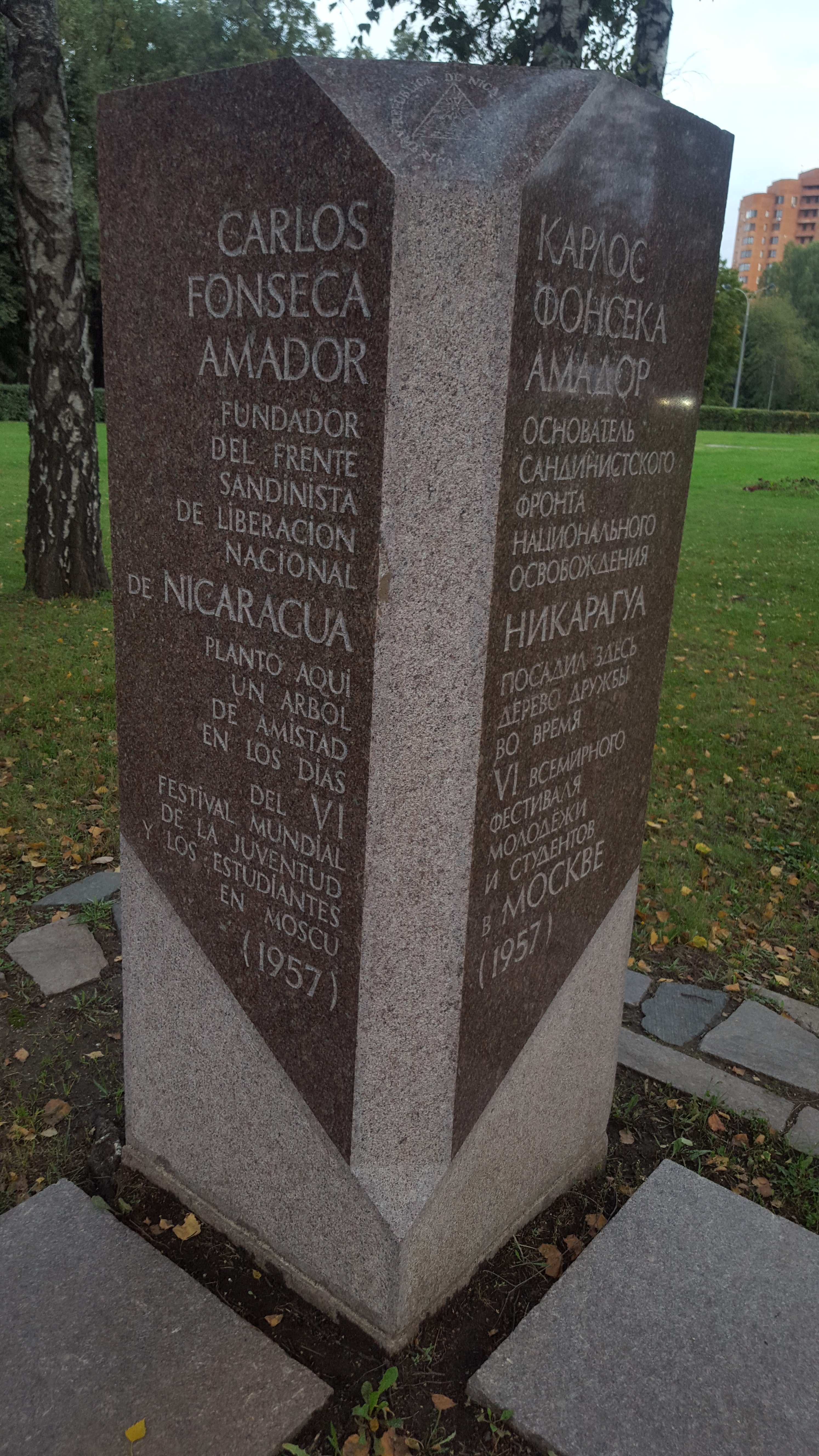
Запись о посадке дерева Карлосом Амадором
Памятник Манасу Великодушному
Скульптурная композиция «Дети мира»
Памятник венгерско-советской дружбе
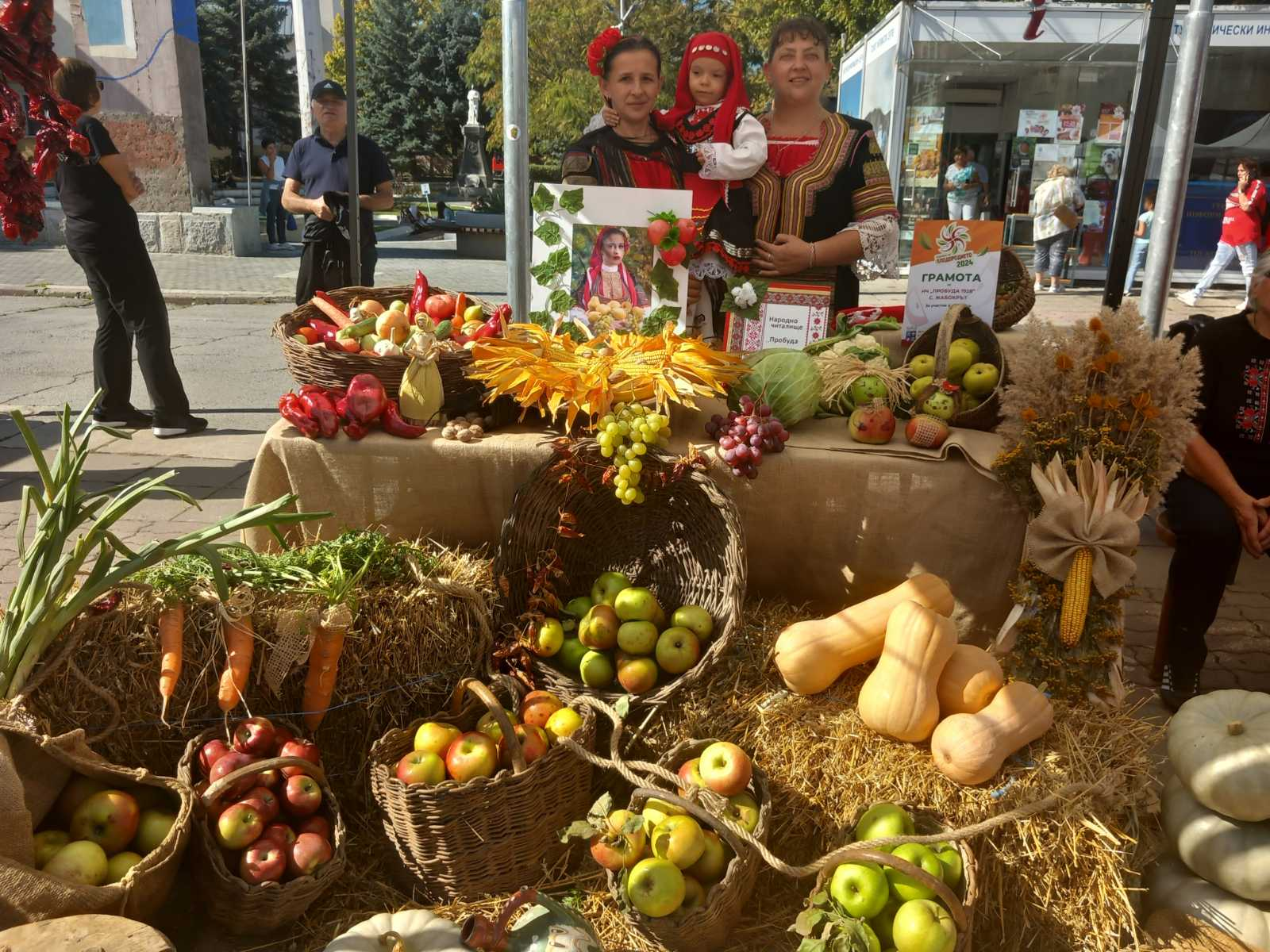
Скульптурная композиция «Плодородие»

## Флора парка
Основу планировки парка составляют аллеи, между которыми расположены поляны с группами деревьев и кустарников. Вдоль аллей высажена берёза пушистая с примесью берёзы бородавчатой. По центру парка располагается круглая площадка с дубом черешчатым и примесью липы мелколистной, вокруг неё — посадки каштана конского обыкновенного и лиственницы. Неподалёку от круглой площадки высажены клёны красные и остролистные, кусты сирени венгерской.
Доминирующая порода в парке — клён остролистный посаженный группами разных размеров. Сравнительно много липы мелколистной, растущей небольшими группами. Лиственницы европейские высажены группами от нескольких деревьев до нескольких сотен экземпляров. Также в парке можно встретить группы тополей берлинских, бальзамических, различных гибридных, а также тополя Симона. Много в парке экземпляров ясеня пенсильванского. Попадаются отдельные деревья и группы дуба черешчатого, вяза гладкого, ели колючей, ели обыкновенной, сосны обыкновенной, клёна ясенелистного, небольшие посадки клёна татарского и одиночные экземпляры клёна гиннала. Высажено несколько экземпляров яблони домашней, яблони ягодной, рябины обыкновенной, рябины гибридной и черёмухи Маака. Вдоль дорожек высаживалась рядами туя западная. Кустарники, такие как боярышники полумягкий и кроваво-красный, кизильник блестящий и карагана древовидная, использовались в качестве живой изгороди. Много кустарников высажено группами: барбарис Тунберга, сирени венгерская и обыкновенная, снежноягодник, дёрен белый и кроваво-красный, чубушник и шиповники. Древесные группы создавались довольно густыми, большей частью расстояние между стволами около 1,5 метра.
Под густыми группами напочвенный покров слабо развит. На больших полянах доминируют овсяница луговая, полевица тонкая, одуванчик лекарственный, овсяница красная, местами гравилат городской.

## Современность

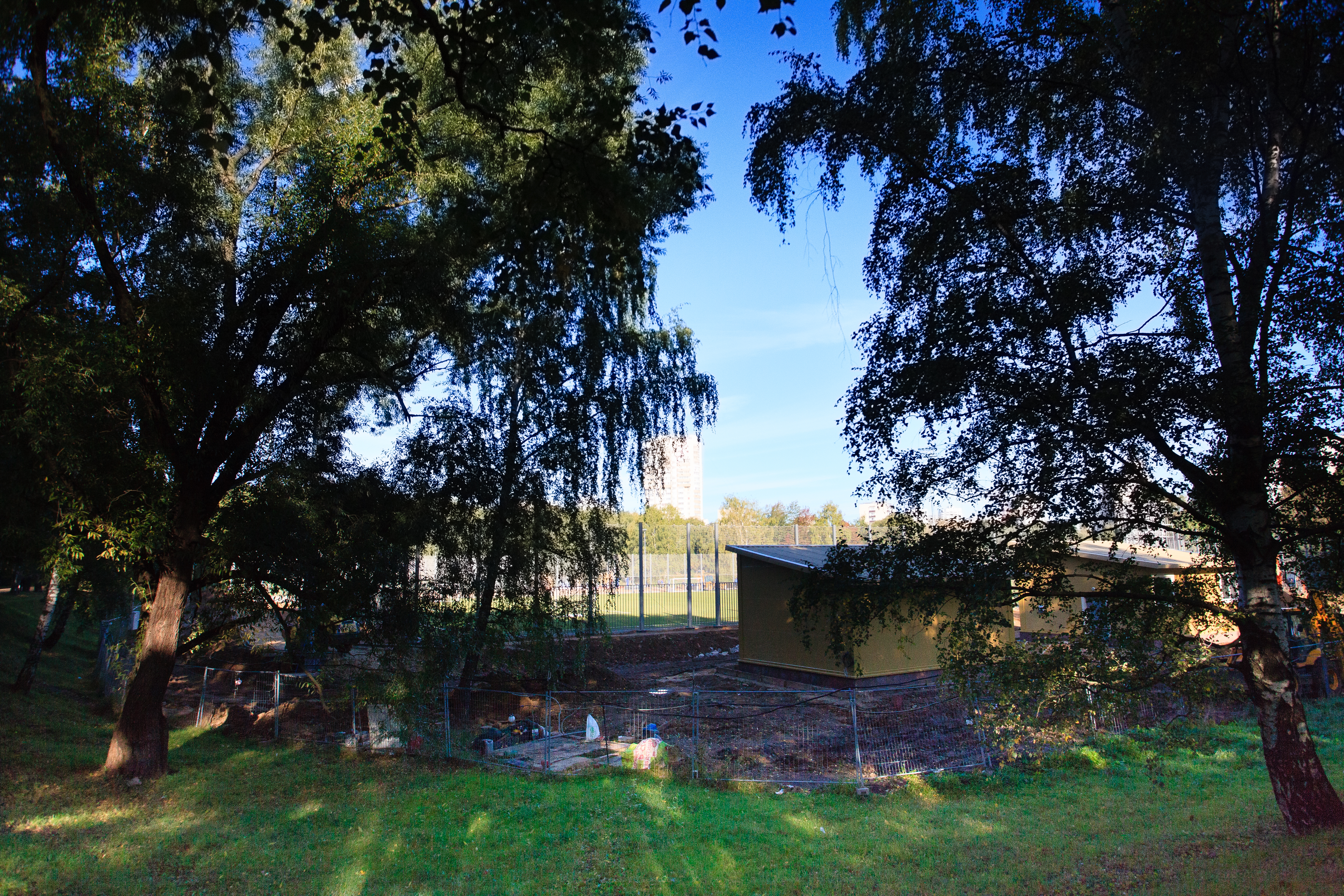
Строительство футбольного поля, 2017

Летом 2015 года на территории парка начаты работы по строительству футбольного поля и инфраструктуры для спортивной школы № 76 «Москомспорта». Заказчиком выполняемых работ выступил Департамент строительства города Москвы, застройщиком является предприятие города Москвы «Большая спортивная арена „Лужники“». Департамент культурного наследия согласовал проект и выдал разрешение «на проведение работ по сохранению объекта культурного наследия», в связи с этим местные жители и активисты начали сбор подписей против строительства.
По итогам проверки в июне 2016 года сотрудники департамента выявили «отклонения от согласованной проектной документации и выданного разрешения». Генподрядчику было направлено предписание о приостановке работ. Тем не менее строительство продолжилось на основании, что заказное письмо с постановлением об остановке работ не было получено представителями организаций-подрядчиков.

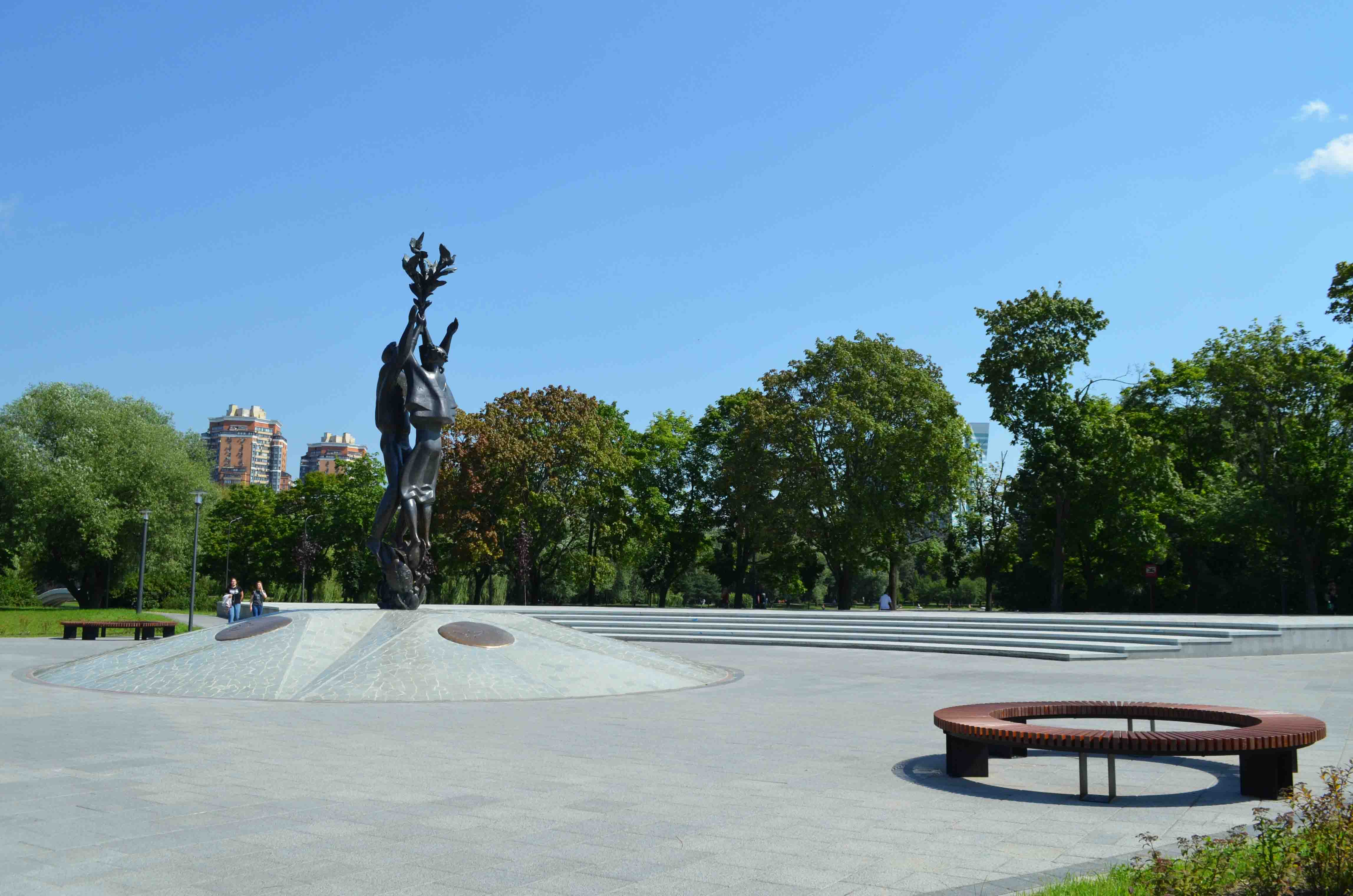
Амфитеатр и монумент «Дружба» после реконструкции парка

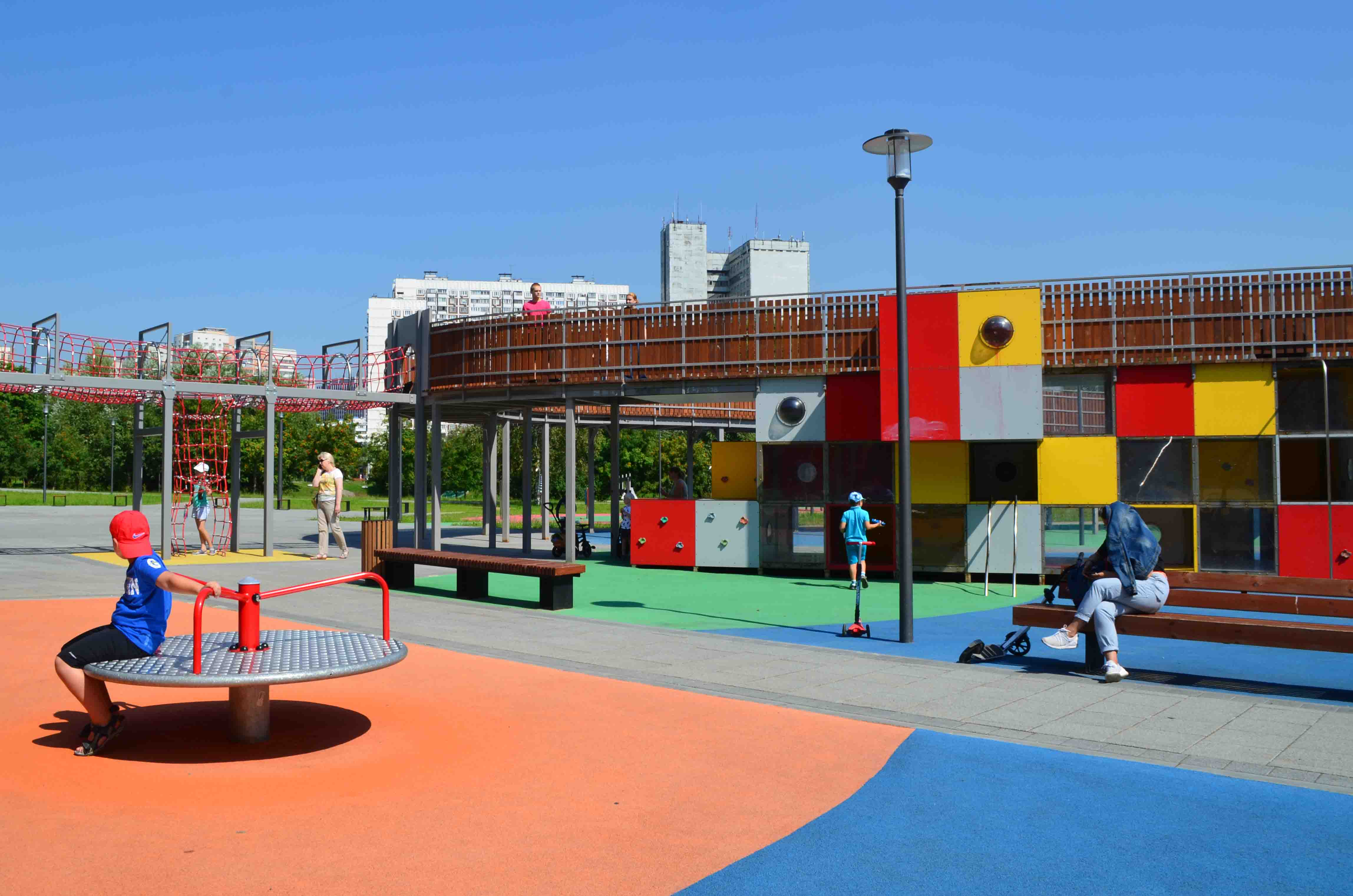
Детская площадка-пандус в парке Дружбы

В конце 2018 года мэрия столицы объявила о проведении комплексной реконструкции парка. Проект был вынесен на общественное обсуждение и прошёл серию доработок, к реализации приступили в апреле 2019-го. По плану, на территории должны быть установлены две новые детские площадки, скейт-парк, спортивные зоны, проложены сеть дорожек и освещения, высажены новые растения. 14 памятников должны объединить аллеей, а центральную площадь украсить «рекой» из цветов.
После благоустройства в 2019 году по программе «Мой район» в парке Дружбы было отреставрировано несколько имеющихся и построено несколько новых зон отдыха. В восточной части парка завершили реконструкцию амфитеатра на 160 мест у монумента Дружба, а сам памятник отреставрировали. Для детей в парке разместили пять детских площадок — большую, с деревянным игровым пандусом, и четыре поменьше для детей разного возраста. В западной части парка были построены круговые качели для детей и взрослых на 20 сидений. В северной части разместились площадка для игры в настольный теннис, площадка с воркаутами и тренажерами, а также многофункциональная площадка для игры в баскетбол и хоккей. В части парка Дружбы вдоль Фестивальной улицы была построена ещё одна спортивная площадка — её создали для воспитанников спортивного комплекса «Речной», располагающегося поблизости по адресу: ул. Фестивальная, д. 4Б. Здесь появились большое футбольное поле (110 на 72,4 метра), поле для мини-футбола (44х24) и воркаут-зона с турниками. На футбольных полях положили искусственное покрытие с подогревом и дренажной системой, были построены мачты освещения для игры вечером, установлены электронное табло, системы оповещения, сигнализации и видеонаблюдения. Для владельцев собак в парке обустроили три площадки для выгула со снарядами для дрессировки — одна в северной части, у дома 4Б на Фестивальной улице, вторая у дома 7Ас1 на улице Лавочкина и третья у дома 1 на Флотской улице.